# Candelaria Portezuelo
Candelaria Portezuelo är en ort i Mexiko.   Den ligger i kommunen General Felipe Ángeles och delstaten Puebla, i den sydöstra delen av landet, 160 km öster om huvudstaden Mexico City. Candelaria Portezuelo ligger 2 280 meter över havet och antalet invånare är 1 013.
Terrängen runt Candelaria Portezuelo är kuperad åt nordost, men åt sydväst är den platt. Runt Candelaria Portezuelo är det tätbefolkat, med 476 invånare per kvadratkilometer. Närmaste större samhälle är Tecamachalco, 17,9 km söder om Candelaria Portezuelo. Trakten runt Candelaria Portezuelo består till största delen av jordbruksmark.